# Тлён, Укбар, Орбис Терциус
«Тлён, Укбар, Орбис Терциус» (в оригинале «Tlön, Uqbar, Orbis Tertius») — рассказ аргентинского писателя Хорхе Луиса Борхеса; входит в сборник «Вымыслы» и относится к жанру спекулятивной фантастики: влияние идей на физический мир. Рассказ принято считать параболой субъективного идеализма и в определённой степени протестом против тоталитаризма.
Впервые опубликован в мае 1940 года в аргентинском журнале «Сур», однако эпилог намеренно датирован 1947 годом. Переведён на английский в 1961 году. Русский перевод Е. Лысенко (1984), В. Кулагиной-Ярцевой (1992).
Рассказ начинается с описания энциклопедической статьи о загадочной стране Укбар, которая является первым свидетельством существующего сговора группы интеллектуалов создать воображаемый мир — Тлён. Детективное расследование происходит во всё более иррациональном мире.
Небольшой по объёму рассказ упоминает ряд аргентинских и мировых мыслителей, а затрагиваемые в нём темы (эпистемология, языкознание и литературная критика, взаимозаменяемость мира подлинного и выдуманного, подтверждение подлинности знания) — в большей степени характерны для философского романа.

## Краткое содержание
Примечание: в данном описании описывается происходящее в рассказе и может утверждаться, что исторические персонажи совершали какие-либо приписываемые им Борхесом действия, на самом деле не совершённые. Элементы вымысла рассматриваются в следующем разделе.
Рассказ начинается с описания энциклопедической статьи о загадочной стране, Укбар, которая является первым свидетельством существования сговора группы интеллектуалов создать вымышленный мир, Тлён, в котором действуют особые метафизические и физические законы и развивается действие легенд и сказаний Укбара. С течением времени рассказчику встречаются всё более существенные артефакты Тлёна, а в конце Земля становится Тлёном.
Рассказ ведётся от лица героя-рассказчика Борхеса. События и новые факты приводятся приблизительно в том же порядке, в котором автор узнаёт о них или осознаёт их значение. Действие развивается преимущественно в 1940 году, когда рассказ был написан и опубликован. Эпилог датирован 1947 годом, написан также от лица Борхеса-рассказчика. События, непосредственно затрагивающие его, происходят приблизительно с 1935 по 1947 год; кроме того, упоминаются события в период с начала XVII в. по 1947 г.
Первоначально Укбар считается малоизвестной областью Ирака или Малой Азии. В разговоре с Борхесом Биой Касарес вспоминает слова некоего ересиарха Укбара: «зеркала и совокупление отвратительны, ибо умножают количество людей». Борхес, впечатлённый «достопамятным» изречением, хочет узнать, где Касарес прочитал эту цитату. Тогда Биой Касарес отсылает его к энциклопедической статье об Укбаре, опубликованной в Англо-американской энциклопедии, «буквальной, но запоздалой перепечатке» Британской энциклопедии 1902 года. Рассказчик, пытаясь выяснить, действительно ли существует Укбар, проводит библиографическое расследование. Выясняется, что Укбар упоминается только в одной статье Англо-американской энциклопедии, и что страницы со статьёй есть только в некоторых копиях этой книги: упомянутая статья и разыскиваемая цитата находятся в экземпляре Биой Касареса. Рассказчика особенно привлекает указанный в энциклопедической статье факт, что «литература Укбара имела фантастический характер и что тамошние эпопеи и легенды никогда не отражали действительность, но описывали воображаемые страны Млёхнас и Тлен».
В небольшом отступлении, посвящённом истории друга отца Борхеса, Герберта Эша, раскрывается история того, как во владение Борхеса попал гораздо более значительный артефакт (один из всё более необычных объектов, упоминаемых в рассказе): одиннадцатый том (вероятно существующей) «Первой энциклопедии Тлёна». В книге в двух местах напечатан «голубой овал со следующей надписью: „Orbis Tertius“», в ней повествуется о реалиях неведомой планеты.
После этого история Тлёна и Укбара выходит за рамки тесного круга друзей и знакомых Борхеса: видные учёные, среди которых Эсекиель Мартинес Эстрада, начинают обсуждение того, возможно ли отдельное существование одиннадцатого тома, или оно предполагает наличие полного издания энциклопедии, предлагается воссоздать историю, культуру и даже языки этого мира. Затем приводится подробное описание языков, философии и в особенности эпистемологии Тлёна, которая становится главной темой рассказа. Жители Тлёна, как и подобает вымышленным обитателям вымышленного мира, придерживаются крайней формы субъективного идеализма, то есть отрицают объективную реальность мира. Они воспринимают мир не как «собрание предметов в пространстве, но пестрый ряд отдельных поступков». В одном из вымышленных языков Тлёна нет существительных, наиболее часто используемыми частями речи являются безличные глаголы с определениями в виде односложных суффиксов или префиксов) с адвербиальным значением". Борхес приводит фразу «хлёр у фанг аксаксаксас млё» — «луна поднялась над рекой» или, переводя слово за словом, «вверх над постоянным течь залунело»". (Эндрю Хёрли, один из переводчиков работ Борхеса на английский язык, написал рассказ, в котором он утверждает, что слова «аксаксаксас млё» можно воспринимать только как жестокий, издевательский смех автора) В другом языке Тлёна «первичной клеткой является не глагол, а односложное прилагательное. Существительное образуется путём накопления прилагательных. Не говорят „луна“, но „воздушное-светлое на темном-круглом“ или „нежном-оранжевом“ вместо „неба“».
В мире, где в языках нет существительных или они образуются путём сочетания других частей речи по прихоти говорящего, мире, где нет объектов как таковых, невозможно и возникновение большинства направлений западной философии. Без существительных — основы суждений — осмысление априорных знаний невозможно. Без существования истории невозможно существование телеологии, демонстрирующей наличие разумной творческой воли и целесообразность бытия. Если один и тот же объект воспринимается в различные моменты времени как различные объекты, то невозможно применение принципов индукции для осмысления знаний на основе опыта. Онтология, раздел философии, изучающей бытие, является для такого мира совершенно чуждым понятием. Тлён — это мир субъективного идеализма по Беркли, с важнейшим исключением — в этом мире нет вездесущего Божества, воспринимающего мир и обеспечивающего единообразность вселенной. Бесконечно меняющийся мир Тлёна привлекает людей игривого ума, «прозрачные тигры и кровавые башни» восхищают обывателей, но при этом для понимания мировосприятия жителей Тлёна необходим отказ от большей части того, что мы обычно считаем здравым смыслом.
В эпилоге (будущее по отношению ко времени написания рассказа) рассказчик и весь мир знают о том, что Укбар и Тлён — вымысел, результат трудов «тайного благорасположенного общества», созданного в начале XVII в., членом которого являлся и Беркли (хотя общество и вымысел, Беркли и другие упоминаемые участники являются действительными историческими фигурами). Когда стало очевидным, что одному поколению не под силу создать целую страну (Укбар), каждый из основателей согласился найти ученика, который бы продолжал работу и также с течением времени нашёл бы себе преемника. Новые сведения об обществе появляются только через два столетия, в 1824 г., когда в общество вступает Эзра Бакли (вымышленный персонаж), эксцентричный миллионер из Мемфиса, Теннесси, который высмеял скромный масштаб деятельности общества и предложил вместо страны создать целую планету, Тлён, при условии, что проект останется в тайне, что будет написана энциклопедия, посвящённая вымышленной планете, и что «это произведение не вступит в союз с обманщиком Иисусом Христом» (и, соответственно, с Божеством Беркли). В начале 1940-х гг. (будущее по отношению ко времени написания рассказа) проект Тлёна перестал быть секретным и начинает влиять на наш мир. Начиная с приблизительно 1942 г. объекты с Тлёна как по волшебству начинают появляться в реальном мире. Хотя позднее у нас и появляются основания считать их подделками, они всё равно должны были быть продуктами тайной технологии и неизвестных широкой общественности научных достижений. После того, как все 40 томов полного издания «Первой энциклопедии Тлёна» найдены в Мемфисе, воображаемый Тлён начинает вытеснять культуры, существующие в действительности (кстати, одиннадцатый том полного издания отличается от более раннего, отдельного, тома: там нет таких невероятных деталей, как «размножение „хрениров“»: «можно предположить, что эти исправления внесены согласно с планом изобразить мир, который бы не был слишком уж несовместим с миром реальным». Очевидно, идеи могут изменять материальный мир только до определённых пределов).
«Orbis Tertius» — «рабочее название» нового, более детального выпуска сорока томов энциклопедии «благонамеренного общества» на одном из языков Тлёна.
В то время как рассказчик и его учёные коллеги продолжают заниматься исследованиями эпистемологии, языка и литературы Тлёна, обыватели постепенно начинают узнавать детали проекта и — крайний пример влияния идей на физический мир — перенимать культуру Тлёна. В эпилоге, действие которого разворачивается в 1947 г., говорится, что Земля становится Тлёном. Создаётся впечатление, что рассказчика пугает подобное развитие событий, что позволяет некоторым критикам, например, Эмиру Родригесу Монегалю и Аластеру Рейду утверждать, что рассказ является метафорой тоталитаризма, который на момент написания рассказа уже охватил Европу. Обоснованность их теории подтверждает следующий отрывок из эпилога:

Десять лет тому назад достаточно было любого симметричного построения с видимостью порядка — диалектического материализма, антисемитизма, нацизма, — чтобы заворожить людей. Как же не поддаться обаянию Тлена, подробной и очевидной картине упорядоченной планеты? Бесполезно возражать, что ведь реальность тоже упорядочена.
Борхес-рассказчик в эпилоге предпочитает следовать своим увлечениям: заниматься переложением на испанский «Погребения в урнах» Брауна. Возможно, этот перевод и не важнее Тлёна, но он по крайней мере от мира сего.

## Основные темы

### Философские темы
В этом рассказе в рамках жанра фантастики (или спекулятивной фантастики) затрагивается ряд философских вопросов и тем, в первую очередь при помощи изображения мира, в котором теория идеализма Беркли считалась бы самоочевидной, а материализм считался бы ересью, парадоксом и абсурдом. Описание вымышленных языков Тлёна позволяет также затронуть эпистемологический вопрос того, насколько язык влияет на способность говорящего воспринимать те или иные умозаключения и делать определённые выводы. Кроме того, в рассказе встречается несколько метафор влияния идей на реальный мир, например, объекты, возникавшие благодаря силе воображения; позднее, когда люди, увлечённые миром Тлёна, перестают уделять внимание реальности собственного мира, эта тема представлена в более зловещем ключе.
Большая часть рассказа посвящена развитию мыслей Джорджа Беркли, основателя теории философского идеализма, подвергавшего сомнению то, что объект может существовать без воспринимающего его субъекта (Беркли, епископ Англиканской церкви, считал, что мир продолжает существовать вне зависимости от того, воспринимается ли он людьми в каждый отдельный момент или нет, благодаря существованию вездесущего Божества). Беркли настолько высоко ценил восприятие, что даже отрицал существование «вещи в себе», что заставило Иммануила Канта обвинить его в отрицании объективной действительности.
В воображаемом мире Тлёна субъективный идеализм Беркли (за исключением Божества) считается самочевидным: жители Тлёна верят в реальность восприятия, а не воспринимаемой действительности. В конце основной части рассказа Борхес доводит логику идеализма до абсурда: «Случалось, какие-нибудь птицы или лошадь спасали от исчезновения развалины амфитеатра». Можно считать эту деталь, равно как и другие детали рассказа (например, «хрёниры» Тлёна, которые возникают, когда два человека находят «один и тот же» потерянный предмет в различных местах), размышлением о том, как идеи могут влиять на реальный мир.
Борхес воображает, что житель Тлёна может обойти проблему солипсизма при помощи рассуждения, что если все существа являются частью единого целого, то тогда, возможно, мир подчиняется определённым законам из-за того, что это целое продолжает воображать его. Это по сути является почти полным аналогом Божества Беркли: возможно, единое целое, объединяющее в себе всех живых существ, и не вездесуще, но зато включает в себя все моменты и всех субъектов восприятия мира.
Это не единственный рассказ Борхеса, в котором он касается вопросов субъективного идеализма. Как в мире Тлёна, так и в эссе Борхеса «Новое опровержение времени» (1947), «отрицается существование пространства, времени и индивидуального Я» (как утверждают Эмир Родригес Монегаль и Аластер Рейд). В этом случае отрицается не только существование объективной реальности, но и течение времени разбивается на отдельные последовательные моменты, что ставит под вопрос существование собственного «Я» во времени.
Когда Борхес пишет: «Метафизики Тлена не стремятся к истине, ни даже к правдоподобию — они ищут поражающего. По их мнению, метафизика — это ветвь фантастической литературы», можно предположить, что он или предрекает крайний релятивизм некоторых работ постмодернистов, или подшучивает над теми, кто слишком серьёзно воспринимает метафизику.

### Литературные темы
В рассказе также встречаются темы, схожие с темами ряда произведений Владимира Набокова. Так, в начале рассказа Адольфо Биой Касарес обсуждает с Борхесом, «как лучше написать роман от первого лица, где рассказчик о каких-то событиях умалчивал бы или искажал бы их и впадал во всяческие противоречия» — определённое сходство с «Лолитой» (1955 г.); аналогичный замысел воплощен в «Бледном пламени» (1962 г.).
В то же время увлечение жителей Земли Тлёном похоже на то, как в «Аде» (1969 г.) жители Анти-Терры испытывают горячий интерес к тому, что происходит на Терре. В обоих случаях герои книг испытывают гораздо больший интерес к воображаемым мирам (Тлён, Терра), чем к действительности и собственным жизням. Конечно, есть и различия: в рассказе Борхеса рассказчик живёт в реальном мире, а Тлён — это вымысел, который постепенно преобразует мир; в романе Набокова Анти-Терра — параллельный мир, а Терра — Земля, которая (ошибочно) кажется миром, в котором практически повсеместно царят мир и благополучие.
Кроме того, в рассказе «Тлён, Укбар…» Борхес описывает вымышленную школу литературной критики, последователи которой приписывают два различных произведения одному автору и на основании этого делают выводы о личности этого воображаемого автора, а в конце рассказа «Пьер Менар, автор „Дон Кихота“» Борхес-рассказчик утверждает, что новые варианты прочтения книги могут быть открыты, если считать, что её написал другой автор.
Также в рассказе затрагивается тема любви к книгам вообще и в особенности к энциклопедиям и атласам, которые в определённом смысле заключают в себе мир.
В этом рассказе, как и во многих других произведениях Борхеса, трудно провести чёткую границу между художественной и документальной прозой. В рассказе упоминается ряд исторических персонажей и реальных людей (сам Борхес, его друг, писатель Адольфо Биой Касарес, Томас де Квинси и другие), но им часто приписываются вымышленные действия; кроме того, в рассказе упоминаются как вымышленные персонажи, так и действующие лица, в реальности которых есть сомнения.

### Другие темы
Кроме вышеперечисленных тем, в рассказе «Тлён, Укбар, Orbis Tertius» в начале и конце рассказа затронута и тема отражений, воспроизведения предметов, их копий, как совершенных, так и несовершенных, а также тесно связанная с ней тема способности языка и идей влиять на действительность или кардинально менять её.
В начале рассказа упоминаются «жуткое» и «тревожно мерцающее» зеркало, «буквальная, но запоздалая перепечатка» Британской энциклопедии, неверная цитата Адольфо Биой Касареса и различия в содержании разных копий одной и той же книги. В конце упоминается, что Борхес-рассказчик работает над переложением стихов с английского на испанский, в то время как «рассеянная по земному шару династия учёных-одиночек» переделывает мир по образу и подобию Тлёна.
Кроме того, в рассказе упоминаются:
- каменные зеркала;
- план полностью воссоздать энциклопедию воображаемого мира на основе всего одного тома;
- сравнение энциклопедии с «целым миром», обладающим «внутренними законами»;
- отрицание существования материальных предметов и замена их «предметами идеальными, возникающими и исчезающими в единый миг по требованию поэтического замысла»;
- теория, что вселенная «записывается неким второстепенным богом в сговоре с демоном» или является «криптограммой, в которой не все знаки наделены значением»;
- «хрёниры», копии объектов, существование которых было обусловлено незнанием или надеждой, причём «в хрёнирах одиннадцатой степени наблюдается чистота линий, которой нет у оригиналов»;
- наконец, желание Эзры Бакли «доказать несуществующему Богу, что смертные люди способны создать целый мир»[1].

Кроме того, Борхес упоминает систему двенадцатеричного исчисления (и другие подобные системы), но при этом не указывает на то, что существование этих систем опровергает теорию изменения предметов от смены системы отображения — число может быть задано другим способом в рамках другой системы исчисления, но его величина от этого не изменяется.

## Действительность и вымысел в «Тлён, Укбар, Orbis Tertius»
Разделить, где в рассказе правда, а где вымысел, непросто. Ещё более усложняет задачу то, что другие авторы (как в печатных изданиях, так и в Интернете) решили участвовать в литературной игре Борхеса и описывать те или иные вымышленные детали рассказа или как действительные, или так, чтобы запутать неосторожного читателя. Среди примеров подобных работ, доступных через Интернет, сайт «Библиотека Укбара» на итальянском языке (La Biblioteca di Uqbar), в которой Тлён, как и положено, назван вымышленным миром, но полностью вымышленная «История страны, именуемой Укбар» вымышленного Силаса Хаслама цитируется как настоящая книга; спорная статья об Укбаре также некоторое время находилась без изменений и в английской Википедии. Наличие ссылок на места или лиц, упомянутых в «Тлён, Укбар, Orbis Tertius», вне контекста обсуждения рассказа вовсе не гарантирует того, что они существуют или существовали на самом деле. См., например, обсуждение реальности персонажа рассказа Силаса Хаслама.
Англо-американская энциклопедия (Anglo-American [En]cyclopaedia) — действительно изданный плагиат 10-го выпуска Британской энциклопедии в новой вёрстке, последняя страница 46-го тома энциклопедии (TOT-UPS) — стр. 917, на которой находится статья про Упсалу (Upsala), а следующий том начинается со статьи об Урало-алтайских языках (Ural-Altaic languages); таким образом, статья об Укбаре (Uqbar) должна была бы находиться между этими статьями. В 11-м издании Британской энциклопедии, любимом издании Борхеса, между этими двумя статьями расположена статья про Ур (Ur); в каком-то смысле он «является» Укбаром. В различных статьях 11-го издания Британской энциклопедии упоминается, что «Ур» означает «город», и что «Ур» также может относиться к туру, злому божеству мандеев. Возможно, что Борхес использовал термин Ursprache (праязык) на протяжении рассказа как каламбур на тему «первозданности» (немецкий префикс «ur-»). Также в рассказе приводится определение слова «ур» одного из языков Тлёна: «предмет, произведенный внушением, объект, извлеченный из небытия надеждой».

### Уровни реальности
В рассказе несколько уровней реальности (или вымысла):
- Большинство упоминаемых персонажей не являются вымышленными, но их роль в событиях, описываемых в рассказе, как и некоторые научные труды, приписываемые им, могут быть вымыслом. Более подробно см. раздел, посвященный историческим и вымышленным персонажам.
- В рассказе (за исключением эпилога) действие разворачивается в реальном мире; в эпилоге мир рассказчика начал преображаться под воздействием магии. Основную часть рассказа можно счесть «подложным документом», эпилог разрушает эту иллюзию.
- Страна Укбар является для мира, описываемого в рассказе, вымышленной. Статья в Англо-американской энциклопедии в рассказе оказывается фиктивной.
- Млёхнас и Тлён для жителей Укбара являются вымышленными. С течением времени Тлён в рассказе становится всё более «настоящим»: сначала он перестаёт быть вымышленным миром для Укбара и становится вымышленным миром для мира рассказчика, затем (сначала как концепция, а затем уже и физически) он начинает преобразовывать мир рассказчика, угрожая заменить собой реальный мир.

### Вымышленные и настоящие географические объекты в рассказе
Хотя Укбар, описываемый Борхесом, является вымышленным, в нашем мире есть несколько мест со схожими именами:
1. Средневековый город Укбара[англ.], расположенный на левом берегу р. Тигр между г. Самаррой и Багдадом на территории Ирака. В этом городе жил выдающийся мусульманский грамматик, филолог и богослов Аль-Укбари (прибл. 1143—1219), который был слеп, как отец Борхеса и впоследствии сам Борхес, и двое выдающихся ересиархов, лидеров секты иудаизма караимского толка, выступивших против Анана Бель Давида, Ишмаеля аль-Укбари и Мешви аль-Укбари (упоминаются в «Еврейской энциклопедии», опубликованной в 1901—1906 гг.[8]).
2. Укбар в Атласских горах Алжира; возможно, что минареты этого города вдохновили «обелиски» Укбара.

«Orbis Tertius» (лат. «третий мир», «третий круг», или «третий регион») скорее всего не является ссылкой на географический объект, также маловероятна ссылка на третий круг ада в «Божественной комедии» Данте, в котором наказывается грех чревоугодия. Возможно, что речь идёт об орбите Земли, третьей планеты от Солнца после Меркурия и Венеры.
«Цаи-Хальдун» несомненно является ссылкой на великого историка Ибн Хальдуна, некоторое время жившего в Андалусии и описывавшего события, происходившие в Северной Африке. Скорее всего, Борхес читал его труды об этом регионе. Кроме того, «халдун» на монгольском — «гора», а «цай» на севернокитайском диалекте — «капуста» или «зелёный и покрытый листьями».
Другие географические объекты, упоминаемые в рассказе (Хорасан, Армения и Эрзурум на Ближнем и Среднем Востоке и различные географические объекты в Европе и Северной и Южной Америке), действительно существуют. Дельта реки Акса, упоминаемая одновременно с Цаи-Хальдуном, является, скорее всего, вымышленной.

### Исторические и вымышленные персонажи, упоминаемые в рассказе
В порядке появления:
- Адольфо Биой Касарес — аргентинский писатель, друг и соавтор Борхеса[9].
- Смердис — в рассказе мельком упоминается «обманщик и маг Смердис»[1]: после смерти настоящего Смердиса, сына персидского царя Кира II Великого, маг Гаумата успешно притворялся Смердисом и на протяжении нескольких месяцев правил страной.
- Юстус Перт — исторический персонаж, основатель одноимённого немецкого издательства (XVIII в.), в рассказе верно отмечается то, что в атласах его издательства Укбар не упоминается.
- Карл Риттер — один из основоположников современной географии. В рассказе Борхес отмечает, что Укбар не упоминается в картографическом каталоге Риттера «Землеведение» (в рассказе упоминается только фамилия Риттера)[9].
- Бернард Кваритч[англ.] — лондонский книготорговец XIX в.[9]; книжный магазин под его именем существует и в настоящее время[10]. В рассказе в каталоге книготорговца упоминается «История страны, именуемой Укбар».
- Сайлас Хаслам — вымышленный персонаж, возможно, основан на английских предках Борхеса: Хаслам (Haslam) — девичья фамилия бабушки Борхеса по отцовской линии[9]. В рассказе упоминается, что помимо «Истории страны, именуемой Укбар», 1874 г., Хаслам написал и «Всеобщую историю лабиринтов» (лабиринты, как и игра в ссылки на несуществующие литературные источники — повторяющиеся темы в произведениях Борхеса). Хотя Сайлас Хаслам и является вымышленным персонажем[9], его «Всеобщая история лабиринтов» цитируется в двух научных статьях, которые были опубликованы в престижных научных журналах: «Сложность двухкоординатных моделей» (Complexity of two-dimensional patterns) Кристиана Линдгрена, Кристофера Мура, Матса Нордаля (опубликована в «Журнале статистической физики», июнь 1998 г.) и «Параметры порядка уравнений для перехода при неравномерности фронтов» (Order parameter equations for front transitions: Nonuniformly curved fronts) А. Хагберга и Е. Мерона (опубликована в выпуске «Физика Д» от 15 ноября 1998 г.)[11]
- Иоганн Валентин Андреэ — немецкий теолог, автор «Химической свадьбы Христиана Розенкрейца в году 1459», одной из трёх канонических работ розенкрейцерства; при этом он не является автором приписываемого ему в рассказе труда «Приятные и достойные прочтения сведения о стране Укбар в Малой Азии».
- Томас Де Квинси — известен в первую очередь благодаря своему автобиографическому роману «Исповедь англичанина, употреблявшего опиум»[9]. Упоминается в рассказе как цитирующий (предположительно, существование цитаты не проверено) Андреэ.
- Карлос Мастронарди[англ.] — аргентинский писатель, член группы «Мартин Фьерро» (иногда также «Флоридская группа[англ.]»), близкий друг Борхеса[9]. В рассказе именно он находит экземпляр Англо-американской энциклопедии, в котором нет статьи об Укбаре.
- Герберт Эш — предполагается, что это вымышленный персонаж, основанный на одном или нескольких друзьях-англичанах отца Борхеса.
- Нестор Ибарра, Эсекиель Мартинес Эстрада, Дриё ла Рошель — исторические персонажи, в рассказе они обсуждают то, даёт ли находка девятого тома (Хлёр-Янгр) «Первой энциклопедии Тлёна» основания полагать, что существуют и тома, на которые приведены ссылки в тексте. Ибарра был известным аргентинским поэтом (и переводчиком произведений Борхеса на французский)[9]. Эстрада, аргентинский писатель, опубликовал, помимо прочего, «Смерть и преображение Мартина Фьерро» (Muerte y transfiguración de Martín Fierro), комментарий к наиболее знаменитому аргентинскому произведению девятнадцатого века (поэме Хосе Эрнандеса «Мартин Фьерро»)[9]. Дриё ла Рошель был одним из немногих иностранных авторов, которые писали статьи для аргентинского журнала «Сур» Виктории Окампо, для которого также часто писал и Борхес. После того, как стало известно, что ла Рошель сотрудничал с немецкими оккупантами во время Второй мировой войны, он покончил с собой.
- Альфонсо Рейес — мексиканский дипломат, какое-то время работавший в Аргентине[9]. В рассказе он предлагает воссоздать недостающие тома «Первой энциклопедии Тлёна».
- Также упоминаются философы Лейбниц и Юм, который, как упомянуто в рассказе, считает, что «аргументы Беркли не допускают и тени возражения и не внушают и тени убежденности»[1].
- Епископ Беркли, теории которого являются ключевым элементом рассказа, является основоположником философского субъективного идеализма[9].
- Шуль Солар[англ.] (Xul Solar) — псевдоним Оскара Агустина Алехандро Шульца Солари, аргентинского художника, эзотерика, и — самое важное с точки зрения его роли в рассказе — создателя языков[9][12]. Он действительно являлся одним из близких друзей Борхеса и членом «Флоридской группы», а в рассказе он блестяще переводит с одного из языков Южного полушария Тлёна.
- Алексиус Мейнонг — австрийский психолог и философ, который написал работу «Теория объектов» (нем. Gegenstandstheorie), в которой он подробно раскрыл понятие объектов, существующих лишь в воображении. В рассказе он упоминается только по фамилии[9]; ссылкой на его теории можно считать описание языков Северного полушария Тлёна. Возможно, Борхес указывает, что он обязан идеей создания такой семьи воображаемых языков именно Мейнонгу.
- Бертран Рассел — британский философ. В примечании в рассказе (верно) упоминается то, что Рассел «предполагает, что планета создана всего лишь несколько минут назад и населена жителями, которые лишь „вспоминают“ иллюзорное прошлое»[13].
- Бенедикт Спиноза — голландский/португальский/еврейский философ, упоминаемый в рассказе только по фамилии: в точном изложении взглядов Спинозы указывается, что он «приписывает своему беспредельному божеству атрибуты протяжённости и мышления».
- Возможно, что немецкая фраза «Philosophie des Als Ob» должна отсылать читателя к работам философа Ганса Файхингера, автора работы «Философия „Как если бы“» (впервые опубликована в 1911 г.), в которой он выражает мнение, что некоторые понятия, изобретённые человечеством, являются «полезными выдумками».
- Древнегреческий философ Зенон упоминается в рассказе в связи с его знаменитым парадоксом, в котором отрицается возможность движения из-за неразделимости времени.
- Философ Артур Шопенгауэр, как и Мейнонг, упоминается в связи с его научными трудами, в данном случае, работой «Парерга и паралипомена»[9], которую Борхес (скорее всего, не всерьёз) сравнивает с «идеалистическим пантеизмом» жителей Тлёна. На идее абсолютного пантеизма Спинозы основывается теория не Шопенгауэра, а понятие «абсолютной идеи» его ярого противника Гегеля. Шопенгауэр не утверждает, что существует всего один субъект, и что этот субъект включает в себя все живые существа во вселенной; напротив, он считает каждого отдельного субъекта независимым и уникальным, имеющим собственную точку зрения касательно переживаемых им событий и объектов, с которыми он вступает в контакт. Возможно, что замечание Борхеса касательно сохранения психологической основы наук является насмешкой над желанием многих сохранить научную основу психологии.
- Уильям Шекспир — не требует представления. Хотя он и упоминается в рассказе, ему не приписывается вымышленная роль в развитии событий.
- Гуннар Эрфьорд скорее всего является вымышленным персонажем. Его имя составлено из имён родителей аргентинской писательницы Норы Ланг: Гуннара Ланг и Берты Эрфьорд[14]. Нора Ланг также входила в состав «Флоридской группы». В начале эпилога письмо Гуннара Эрфьорда позволяет раскрыть тайну «тайного благонамеренного общества», создавшего Тлён[1]. Возможно, он также является упомянутым ранее в рассказе норвежцем из Риу-Гранди-ду-Сул[1].
- Чарльз Ховард Хинтон был эксцентричным математиком, также связанным с теософами. Борхес позднее редактировал перевод «научных романсов» Хинтона и написал предисловие к ним. Кроме того, Борхес упоминает его в рассказе «Есть многое на свете», в «Книге песка» (1975 г.). В «Тлён, Укбар…» письмо от Гуннара Эрфьорда обнаружено «в книге Хинтона», возможно, из-за того, что тот увлекался вопросами других измерений и параллельных миров.
- Джордж Дальгарно, шотландский интеллектуал, живший в семнадцатом веке и увлекавшийся лингвистикой, создатель языка для глухонемых[9]. В рассказе упоминается его фамилия: он вместе с Беркли является одним из основоположников тайного общества, которое начинает создавать историю вымышленного Укбара (и в ещё большей степени вымышленного Тлёна).
- Эзра Бакли, эксцентричный американский меценат, предложивший членам тайного общества вместо истории Укбара составить энциклопедию Тлёна, является вымышленным персонажем. Некоторые полагают, что это косвенное указание на Эзру Паунда[9].
- Мариа Лидия Йоверас, родилась в Аргентине и вышла замуж за представителя древней французской дворянской семьи, что сделало её княгиней де Фосиньи Люсенж. Она жила в Буэнос-Айресе и состояла в дружеских отношениях с Борхесом. В рассказе, где она упоминается как княгиня, она находит один из первых предметов из Тлёна, материализовавшихся в нашем мире.
- Энрике Аморим — уругвайский писатель[9]. В рассказе он вместе с Борхесом находит монеты Тлёна, выпавшие из кармана мертвеца.
- Франсиско Кеведо — барочный испанский поэт и автор плутовских романов, в рассказе упоминается из-за особенностей его стиля.
- Томас Браун, британский писатель и медик семнадцатого века, действительно является автором стихотворения «Гидриотафия, или Погребение в урнах[англ.]»[9], которое рассказчик-Борхес переводит в конце рассказа, не намереваясь публиковать результат.

## «Тлён, Укбар, Orbis tertius» в контексте жизни и литературного наследия Борхеса
Рассказ «Тлён, Укбар, Orbis Tertius» вошёл в сборник «Сад расходящихся тропок», выпущенный в 1941 г.
В начале 1940-х (время написания рассказа) Борхес был малоизвестен за пределами Аргентины. Он работал в районной библиотеке в Буэнос-Айресе и был сравнительно известен благодаря своим переводам с английского, французского и немецкого, а также как авангардистский поэт и автор эссе (регулярно публикуемых в популярных периодических изданиях, таких как «Эль хогар», а также во многих небольших журналах, таких как «Сур» Виктории Окампо, в котором и был впервые опубликован рассказ «Тлён, Укбар, Orbis Tertius». В предшествующие несколько лет в жизни Борхеса произошло несколько тяжелых событий: смерть отца в 1938 г. и несчастный случай в канун Рождества 1938 г., в результате которого Борхес получил тяжелейшее ранение в голову; во время лечения он был близок к смерти из-за заражения крови.
Жанр художественной литературы начал привлекать Борхеса за некоторое время до наступления этих событий. В сборнике «Всеобщая история бесчестия», написанном в барочном стиле и опубликованном в 1935 г., приёмы художественной литературы используются в рассказах о семи известных негодяях прошлого. Среди этих историй «Жестокий освободитель Лазарус Морель», который пообещал рабам южных штатов Америки свободу, но принёс им только смерть, и «Неучтивый церемониймейстер Котсуке-но-Суке», центральная фигура японской истории о сорока семи ронинах (см. Кира Ёсинака). Борхес также написал ряд умелых литературных подделок, представленных как переводы работ таких авторов, как Эммануил Сведенборг, или рассказы из «Книги примеров графа Луканора и Патронио». Во время выздоровления Борхес принял решение работать в жанре художественной литературы.
Очевидно, что некоторые из художественных рассказов Борхеса, в особенности «Тлён, Укбар, Orbis Tertius» и «Пьер Менар, автор „Дон Кихота“» (опубликованный десятью месяцами раньше в журнале «Сур» и также включённый в «Сад расходящихся тропок»), могли быть написаны только автором со значительным опытом написания эссе. В обоих рассказах научный стиль используется Борхесом для описания преимущественно вымышленных событий. В них, как и в любой из работ Борхеса, не относящихся к жанру художественной литературы, очевидна глубокая эрудиция автора.
В период написания рассказа Буэнос-Айрес был бурно развивающимся культурным центром. Литературные кружки и кружки интеллектуалов, такие как «Флоридская группа», в состав которой входил Борхес, или более политически ангажированный соперничающий кружок «Боэдо», считали себя равными аналогичным объединениям в Париже. В отличие от Европы, где уже началась Вторая мировая война и где большая часть стран вскоре окажется во власти тоталитарных режимов, в Аргентине, и в особенности в Буэнос-Айресе, существовали благоприятные условия для расцвета искусств и обмена идеями.
Однако после войны Париж вновь стал мировым интеллектуальным центром, в то время как в Аргентине с приходом к власти Хуана Перона и, впоследствии, военного правительства, многие ведущие деятели культуры были отправлены в ссылку, что привело к потере Буэнос-Айресом положения ведущего интеллектуального центра.
Первый сборник рассказов Борхеса противно ожиданиям многих членов литературного окружения не был отмечен литературными наградами. В 1941 г. Виктория Окампо посвятила значительную часть июльского выпуска «Сур» «заглаживанию вины перед Борхесом»: множество ведущих писателей и критиков как Аргентины, так и других испаноговорящих стран участвовали в этом проекте, что, возможно, вызвало не меньший интерес к произведениям Борхеса, чем если бы они были отмечены литературными наградами.
В течение нескольких последующих десятилетий «Тлён, Укбар, Orbis Tertius» и другие рассказы Борхеса этого периода сыграли немаловажную роль в привлечении внимания мировой общественности к литературе Латинской Америки. Известность Борхеса по всему миру как писателя крайне необычных рассказов значительно больше, чем его известность как поэта и автора эссе.

## История публикации
«Тлён, Укбар, Orbis tertius» впервые был опубликован в журнале «Сур» в 1940 г. Этот рассказ был включен в сборник «Сад расходящихся тропок», выпущенный в 1941 г., который, в свою очередь, вошёл в «Вымыслы» (1944 г.), книгу, которая продолжает пользоваться значительной популярностью (в Аргентине к 1971 г. она была переиздана 15 раз).
Первым переводом на английский язык стал перевод Джеймса Е. Ирби. Он был опубликован в апрельском выпуске «Нью уорлд райтинг» за 1961 г. В следующем году перевод Ирби стал первым рассказом сборника различных произведений Борхеса «Лабиринты». Практически в то же время рассказ был независимо переведён Аластером Рейдом, его вариант был опубликован в 1962 г. в рамках проекта перевода «Вымыслов». Перевод Рейда также опубликован в «Борхес, читатель».

## «Тлён, Укбар, Orbis tertius» как источник вдохновения
Рассказ стал источником вдохновения для создателей ряда проектов:
- «Малые демоны» (Small Demons), сайт, на котором «отслеживаются все, даже самые ничтожные, культурные ссылки, встречающиеся в книгах»[16][17]. Создатель и главный исполнительный директор Валла Вакили (Valla Vakili), утверждает, что «название сайта было вдохновлено следующим отрывком из рассказа „Тлён, Укбар, Orbis Tertius“ аргентинского писателя Хорхе Луиса Борхеса: история вселенной … „записывается неким второстепенным богом в сговоре с демоном“. Для меня это означает, что история вселенной состоит из всех историй, когда-либо рассказанных. Второстепенные боги — это рассказчики, создающие миры этих историй. А демон — это сила, которая заставляет людей требовать всё новых историй, место, где встречаются автор и читатель. Из „второстепенного“ и „демона“ получились „малые демоны“».[18]
- «Узники Укбаристана», рассказ Криса Накашима-Брауна[англ.], в котором появляется и сам Борхес, написанный под влиянием философии Тлёна[19].
- «Кодекс Серафини», фальшивая энциклопедия Луиджи Серафини, в которой сюрреальный мир описан исключительно при помощи рисунков, а также приводятся вымышленный алфавит и до сих пор не расшифрованный язык.
- Уммо, отчёт-мистификация, в котором приведено более тысячи страниц изображений и писем, описывающих инопланетную цивилизацию и её контакт с землянами. Исследователь НЛО Жак Валле сравнивал Уммо с «Тлёном, Укбаром…»[20].
- Рассказ Борхеса вдохновил Гранта Моррисона на создание вымышленного зловещего города Оркуита для комикса «Патруль судьбы[англ.]» издательства «Ди-си комикс». В комиксе группа интеллектуалов создаёт чёрную книгу с тактильным шрифтом, схожим со шрифтом Брайля, описывающую город Оркуит. Книга «заражает» планеты персонажей, обнаруживающих её, — на них подобно злокачественной опухоли возникает Оркуит.
- «Тлён: туманная история» (Tlön: A Misty Story, также без умляута), датская компьютерная игра-приключение по принципу «указания и щелчка», в которой Тлён является альтернативной реальностью. Из-за ошибки в программе в Тлён невозможно попасть (и выиграть). Таким образом, Тлён в игре похож на Тлён Борхеса — ни тот, ни другой не существуют на самом деле.[21]

Есть и примеры названий, основанных на рассказе Борхеса:
- «Аксаксаксас млё» — название вымышленной книги, упоминаемой в другом рассказе Борхеса, «Вавилонская библиотека».
- «Хлёр у фанг аксаксаксас млё» — пример из одного из языков Тлёна, использован колумбийским композитором Диего Вега как название камерной музыки для кларнета, скрипки, виолончели и фортепьяно. Это произведение принесло Веге в 2004 г. Национальный приз композиторов Колумбии, присуждаемый колумбийским министерством культуры[22][23]
- «Тлён Укбар» (Tlön Uqbar) — совместный проект французских групп направления индастриал «Интёрнал фьюжн» (Internal Fusion) и «Дезаккор мажор» (Désaccord Majeur), названный в честь рассказа Борхеса. Их альбом «Ла бола пердида» (La Bola Perdidа) был выпущен в 1999 г. датской компанией звукозаписи «Стольплот» (Staalplaat).
- «Укбар» — предварительная версия пользовательского интерфейса проекта «Гутенберг» для чтения электронных книг (по состоянию на 2006 г.), названного в честь рассказа Борхеса.[24]
- «Укбар» — название объекта в игре «Лексикон», основанной на произведениях Борхеса.

Тлён и его философия неоднократно упоминаются в книге «Кольца Сатурна» В. Г. Зебальда.
Норвежский писатель Карл Уве Кнаусгор в интервью "The Guardian": "О писателе, который изменил сознание... Это Хорхе Луис Борхес. Особенно его рассказ «Тлён, Укбар, Orbis Tertius». Он о том, как мир отражает наши мысли о нем, и мы видим то, что знаем, а не наоборот".